# The New Six
The New Six (en hangul, 더뉴식스; romanización revisada, Deonyusikseu), estilizado en mayúsculas y abreviado como TNX, es un grupo surcoreano de K-pop mediante el programa Loud. Es manejado por la compañía P Nation. Está compuesto por cinco integrantes: Taehun, Hyunsoo, Junhyeok, Hwi y Sungjun.Debutó el 17 de mayo de 2022 con el EP Way Up.

## Nombre
TNX hace referencia a los cinco integrantes que formaron parte de la alineación del grupo.

## Historia

### 2022–presente: Debut conWay Up,Love Never DiesyBoyhood
El 29 de marzo de 2022, se anunció que el nombre oficial del grupo sería TNX (The New Six) y su debut sería 17 de mayo del mismo año. El 25 de abril, se informó que el grupo  debutaría con su primer EP Way Up. En enero de 2023, P Nation informó mediante su blog oficial que el miembro Junhyeok suspendería temporalmente sus actividades debido a problemas de salud.
El 15 de febrero de 2023, The New Six lanzó su segundo EP Love Never Dies con el sencillo principal «Love or Die». Según P Nation, tanto «I Need U» y «Love or Die» eran sencillos para el EP Love Never Dies. El 7 de junio de 2023, The New Six anunció que publicaría su tercer EP Boyhood con el sencillo principal «Kick It 4 Now».

## Integrantes
- Taehun (태훈)
- Hyunsoo (현수)
- Junhyeok (준혁)
- Hwi (휘)
- Sungjun (성준)

## Discografía

### EPs
| 2022                                                                                   | Way Up - Lanzamiento: 17 de mayo de 2022 - Discográfica: P Nation - Formato: CD, descarga digital, streaming             | 9 | — | —  | - COR: 73 634 |
| 2023                                                                                   | Love Never Dies - Lanzamiento: 15 de febrero de 2023 - Discográfica: P Nation - Formato: CD, descarga digital, streaming | 5 | — | 42 | - COR: 89 735 |
| 2023                                                                                   | Boyhood - Lanzamiento: 7 de junio de 2023 - Discográfica: P Nation - Formato: CD, descarga digital, streaming            | 6 | — | 50 | - COR: 55 119 |
| «—» indica que el álbum no alcanzó posición alguna o no fue lanzado en ese territorio. | |   |   |    |               |

### Sencillos
| 2022                                                                               | «Move»              | —        | Way Up          |
| 2023                                                                               | «I Need U»          | —        | Love Never Dies |
| 2023                                                                               | «Love or Die»       | —        | Love Never Dies |
| 2023                                                                               | «Kick It 4 Now»     | —        | Boyhood         |
| 2024 2025                                                                          | «Fuego» "Ahjinjja?" | ForReal? | Sin álbum       |
| «—» indica que el sencillo no alcanzó posición alguna o no fue lanzado en el país. |                     |          |                 |